# Oporów (gmina)
Oporów – gmina wiejska w województwie łódzkim, w powiecie kutnowskim. W latach 1975–1998 gmina położona była w województwie płockim.
Siedziba gminy to Oporów.
Gmina jest członkiem Związku Gmin Regionu Kutnowskiego.
Według danych z 31 grudnia 2007 gminę zamieszkiwały 2704 osoby. Natomiast według danych z 31 grudnia 2019 roku gminę zamieszkiwało 2495 osób.

## Struktura powierzchni
Według danych z roku 2007 gmina Oporów ma obszar 67,85 km², w tym:
- użytki rolne: 88%
- użytki leśne: 6%

Gmina stanowi 7,65% powierzchni powiatu kutnowskiego.

## Demografia
Dane z 31 grudnia 2007:
| Opis                              | Ogółem | Ogółem | Kobiety | Kobiety | Mężczyźni | Mężczyźni |
| --------------------------------- | ------ | ------ | ------- | ------- | --------- | --------- |
| jednostka                         | osób   | %      | osób    | %       | osób      | %         |
| populacja                         | 2704   | 100    | 1364    | 50,4    | 1340      | 49,6      |
| gęstość zaludnienia (mieszk./km²) | 40     | 40     | 20      | 20      | 20        | 20        |

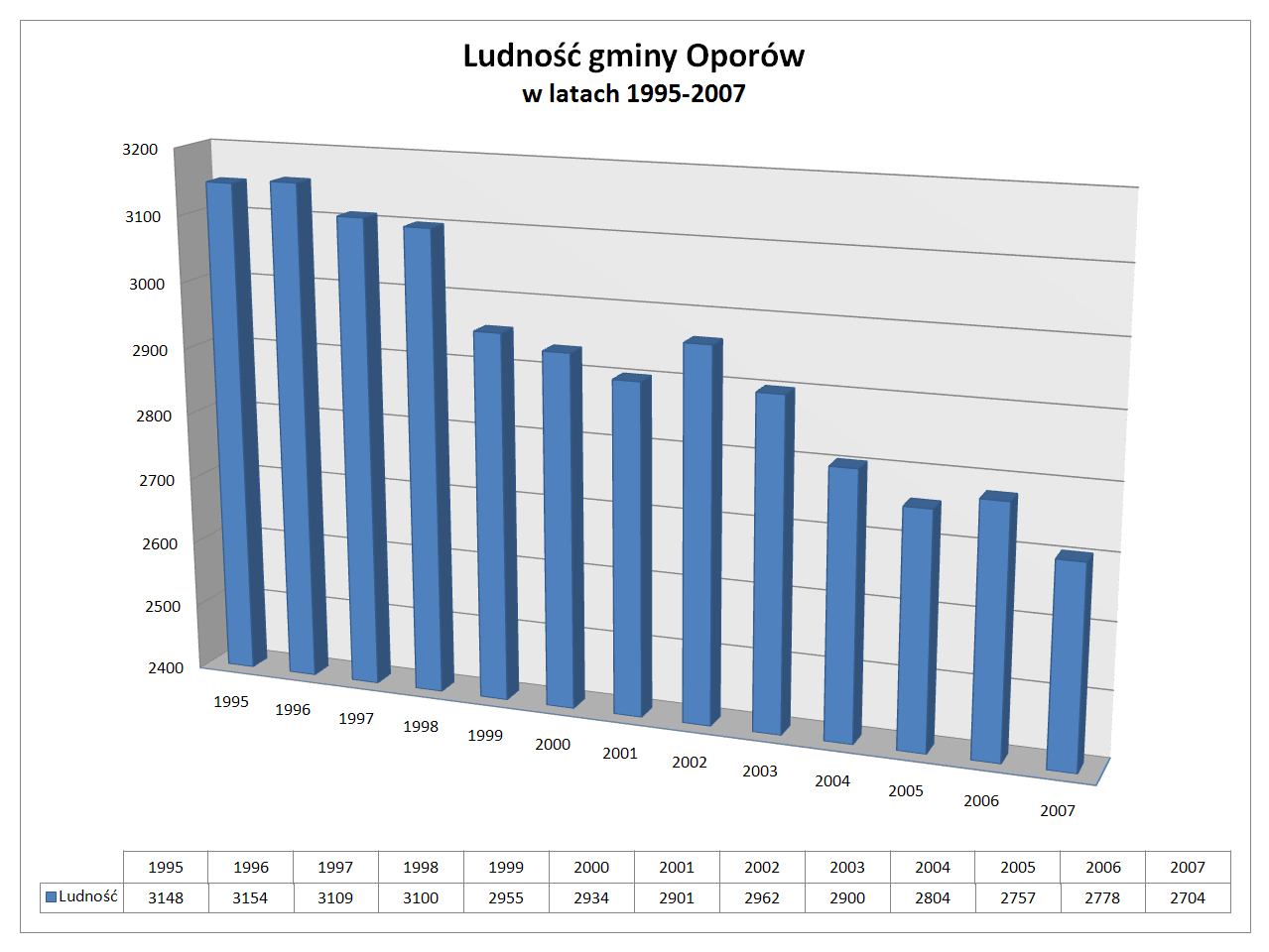
Ludność ogółem w latach 1995-2007
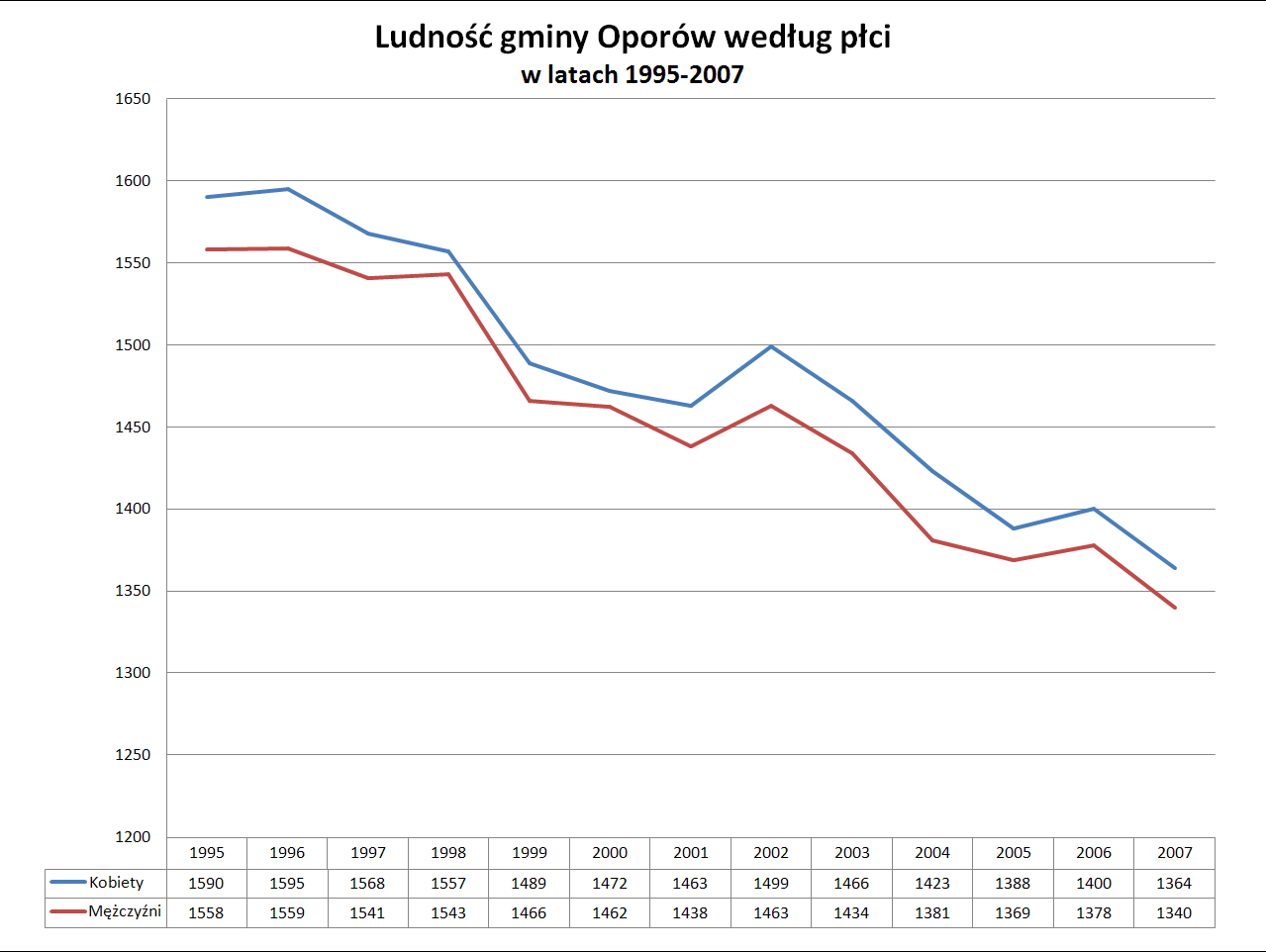
Ludność według płci, w latach 1995-2007
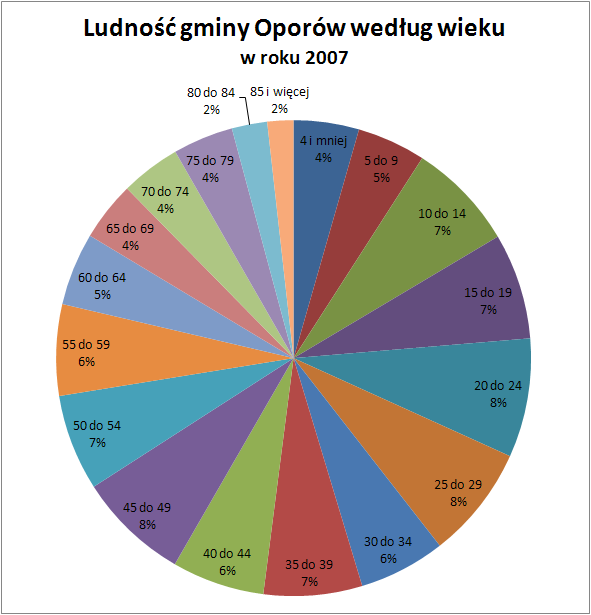
Ludność według wieku, w roku 2007

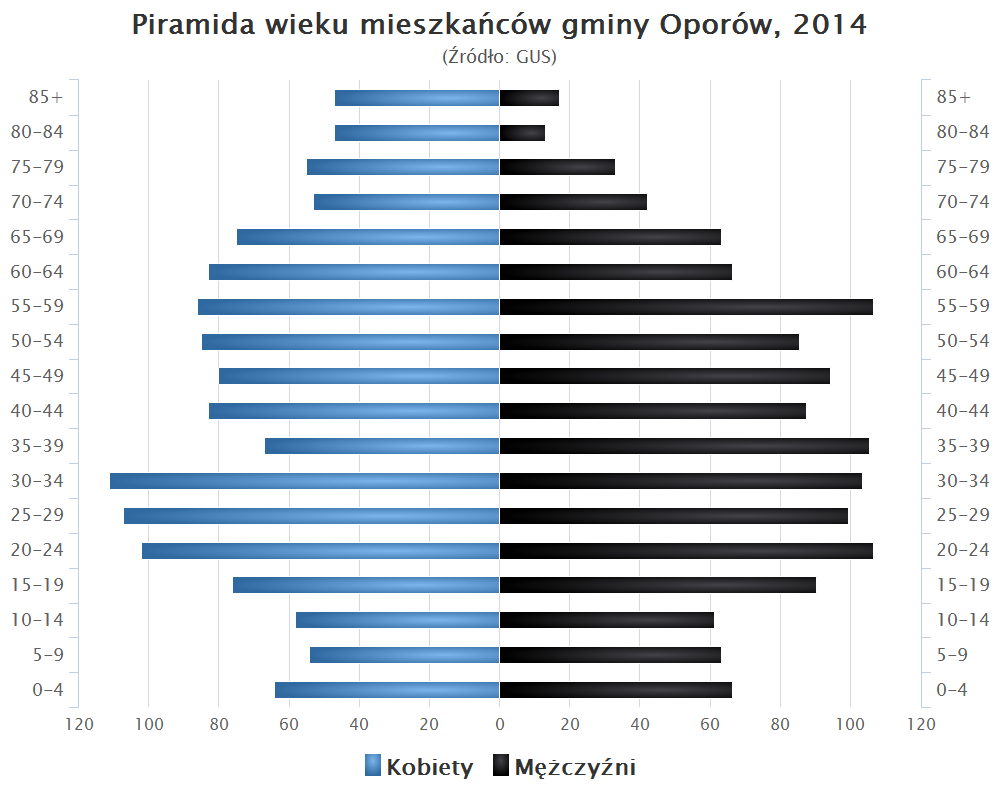
Piramida wieku mieszkańców gminy Oporów w 2014 roku

## Sołectwa
Golędzkie, Janów, Jastrzębia, Jaworzyna, Jurków Drugi, Jurków Pierwszy, Kamienna, Kolonia Oporów, Kurów-Parcel, Kurów-Wieś, Mnich-Ośrodek, Mnich-Południe, Oporów, Pobórz, Podgajew, Samogoszcz, Skórzewa, Skarżyn, Stanisławów, Szczyt, Świechów, Wola Owsiana, Wola Prosperowa, Wólka-Lizigódź.
Miejscowość bez statusu sołectwa: Kolonia Mnich, Kolonia Pobórz, Mnich-Ośrodek, Szymanówka, Świechów-Parcel

## Sąsiednie gminy
Bedlno, Krzyżanów, Kutno (gmina wiejska), Pacyna, Strzelce, Szczawin Kościelny, Żychlin